# Prix Yrjö-Jahnsson
Le prix Yrjö-Jahnsson est un prix décerné tous les deux ans, depuis 1993 par la Fondation Yrjö-Jahnsson et l'Association économique européenne (EEA), à un économiste européen de moins de 45 ans « qui a apporté une contribution dans la recherche théorique et appliquée d'une importance remarquable pour l'étude de l'économie en Europe. »
Le comité de sélection, présidé par le président de l'EEA, est composé de cinq membres, dont quatre nommés par l'Association économique européenne et un par la Fondation Yrjö-Jahnsson. Ce comité de sélection consulte tous les boursiers de l'EEA individuellement et utilise leurs réponses avec leur propre jugement pour former une liste restreinte.

## Récipiendaires
| Année | Récipiendaire        | Institution (à la réception)                  | Alma mater (PhD)                                                   | Nationalité                  | Prix Nobel |
| ----- | -------------------- | --------------------------------------------- | ------------------------------------------------------------------ | ---------------------------- | ---------- |
| 1993  | Jean-Jacques Laffont | École d'économie de Toulouse                  | Université Harvard                                                 | France                       |            |
| 1993  | Jean Tirole          | École d'économie de Toulouse                  | MIT                                                                | France                       | 2014       |
| 1995  | Richard Blundell     | University College de Londres                 | École d'économie de Toulouse                                       | Royaume-Uni                  |            |
| 1997  | Torsten Persson      | Université de Stockholm                       | Université de Stockholm                                            | Suède                        |            |
| 1999  | Nobuhiro Kiyotaki    | London School of Economics                    | Université Harvard                                                 | Japon                        |            |
| 1999  | John Moore           | London School of Economics                    | London School of Economics                                         | Royaume-Uni                  |            |
| 2001  | Philippe Aghion      | University College de Londres                 | Université Harvard                                                 | France                       |            |
| 2001  | Guido Tabellini      | Université Bocconi                            | UCLA                                                               | Italie                       |            |
| 2003  | Mathias Dewatripont  | Université libre de Bruxelles                 | Université Harvard                                                 | Belgique                     |            |
| 2005  | Timothy Besley       | London School of Economics                    | Université d'Oxford                                                | Royaume-Uni                  |            |
| 2005  | Jordi Galí           | Université Pompeu-Fabra                       | MIT                                                                | Espagne                      |            |
| 2007  | Gilles Saint-Paul    | École d'économie de Paris                     | MIT                                                                | France                       |            |
| 2009  | John van Reenen      | London School of Economics                    | University College de Londres                                      | Royaume-Uni                  |            |
| 2009  | Fabrizio Zilibotti   | Université de Zurich                          | London School of Economics                                         | Italie                       |            |
| 2011  | Armin Falk           | Université rhénane Frédéric-Guillaume de Bonn | Université de Zurich                                               | Allemagne                    |            |
| 2013  | Hélène Rey           | London Business School                        | London School of Economics                                         | France                       |            |
| 2013  | Thomas Piketty       | École d'économie de Paris                     | London School of Economics                                         | France                       |            |
| 2015  | Botond Kőszegi       | Université d'Europe centrale                  | MIT                                                                | Hongrie                      |            |
| 2017  | Ran Spiegler         | Université de Tel Aviv                        | Université de Tel Aviv                                             | Israël                       |            |
| 2017  | Michèle Tertilt      | Université de Mannheim                        | Université du Minnesota                                            | Allemagne                    |            |
| 2019  | Oriana Bandiera      | London School of Economics                    | Boston College                                                     | Italie                       |            |
| 2019  | Imran Rasul          | University College de Londres                 | London School of Economics                                         | Royaume-Uni                  |            |
| 2021  | Ricardo Reis         | London School of Economics                    | Université Harvard                                                 | Portugal                     |            |
| 2021  | Silvana Tenreyro     | London School of Economics                    | Université Harvard                                                 | Royaume-Uni Italie Argentine |            |
| 2023  | Kalina Manova        | University College London                     | Université Harvard                                                 | Bulgarie USA                 |            |
| 2023  | Jan De Loecker       | KU Leuven                                     | KU Leuven                                                          | Belgium                      |            |
| 2025  | Julia Cagé           | Institut d'études politiques de Paris         | Université Harvard et École des hautes études en sciences sociales | France                       |            |